# Éliminativisme

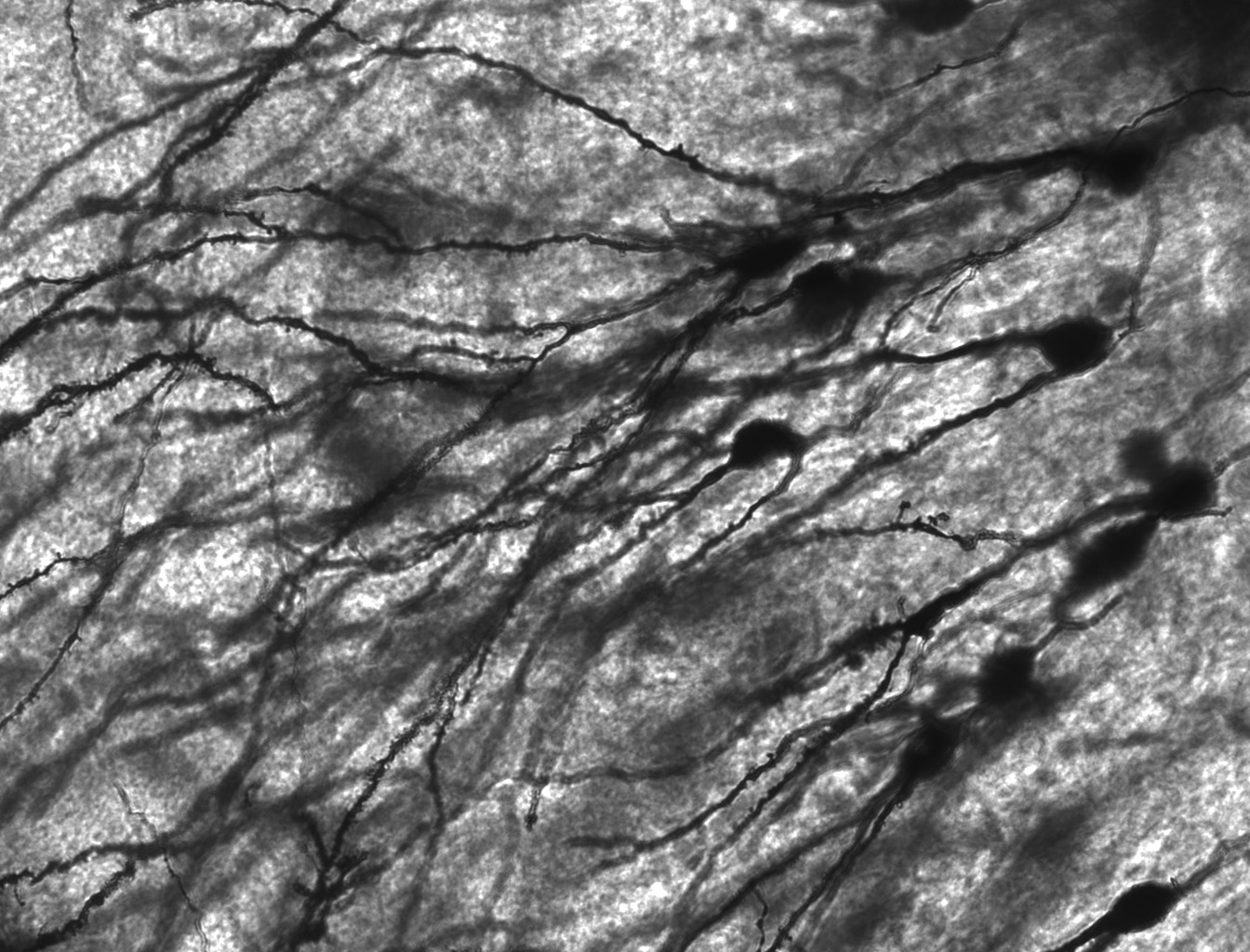
Aussi complète que soit notre investigation du cerveau, il semble que nous ne puissions jamais y observer que des processus physiques du même type que ceux qui se réalisent dans les connexions neuronales.

L'éliminativisme (ou matérialisme éliminativiste, ou encore matérialisme éliminatif) est, en philosophie de l'esprit, la théorie selon laquelle un certain nombre de concepts mentaux doivent être « éliminés » du champ de la recherche. L'éliminativisme soutient que la compréhension du mental ou de la conscience par le sens commun (ou dans une théorie psychologique du sens-commun) relève d'une conception erronée sur laquelle ne peut reposer aucune recherche scientifique féconde. Il n'existerait en effet aucune base physique aux divers concepts psychologiques que nous utilisons quotidiennement, tels que « croyance », « désir », « conscience ». Si nous sommes généralement persuadés que les états qu'ils décrivent existent, c'est parce que nous avons développé une conception fausse de la nature du mental.
Bien que l'on attribue parfois à l'éliminativisme l'idée que la conscience n'est qu'un épiphénomène de certaines fonctions du cerveau dont la description ne peut en ce sens intégrer le champ de la science, l'approche éliminativiste de la conscience implique en réalité qu'il n'existe rien de tel que ce que l'on entend habituellement par ce terme, et que son concept sera éliminé au fur et à mesure des progrès en neurosciences. Une telle élimination ne sera toutefois pas nécessairement accompagnée de celle des autres concepts psychologiques, et certains parmi les éliminativistes qui nient l'existence de la conscience admettent cependant le caractère irremplaçable de la psychologie du sens commun.
Les thèses ontologiques de l'éliminativisme entrainent des conséquences jugées souvent extrêmes non seulement dans la manière d'envisager la recherche dans les sciences cognitives, mais aussi dans la façon de concevoir la nature de l'action et des normes humaines, obligeant à une révision de l'ensemble de nos conceptions ou intuitions morales. Jerry Fodor affirme en ce sens que si la psychologie ordinaire basée sur les concepts mentaux devait réellement disparaître au profit des seules sciences du cerveau et du comportement, comme le prévoit la forme classique de l'éliminativisme, « cela représenterait sans conteste la plus grande catastrophe intellectuelle de l'histoire de notre espèce ».
L'éliminativisme a été fortement critiqué à partir des années 1980, présenté souvent comme une reductio ad absurdum du béhaviorisme, du physicalisme et des divers courants fonctionnalistes par leurs adversaires. Karl Popper le qualifie ironiquement de « matérialisme en promesse », comparable à « la thèse qui nous fait croire que nous abolirons un jour les chats et les éléphants en cessant de parler d'eux ». L'éliminativisme est souvent abordé à des fins didactiques, notamment lorsqu'il s'agit de baliser les différentes positions matérialistes, et bien que l'attention qui lui est portée soit grandissante, il a encore peu d'adhérents. Il constitue néanmoins une réponse au problème corps-esprit, l'une des deux plus radicales, avec le panpsychisme, de la philosophie de l'esprit,.

## Origines

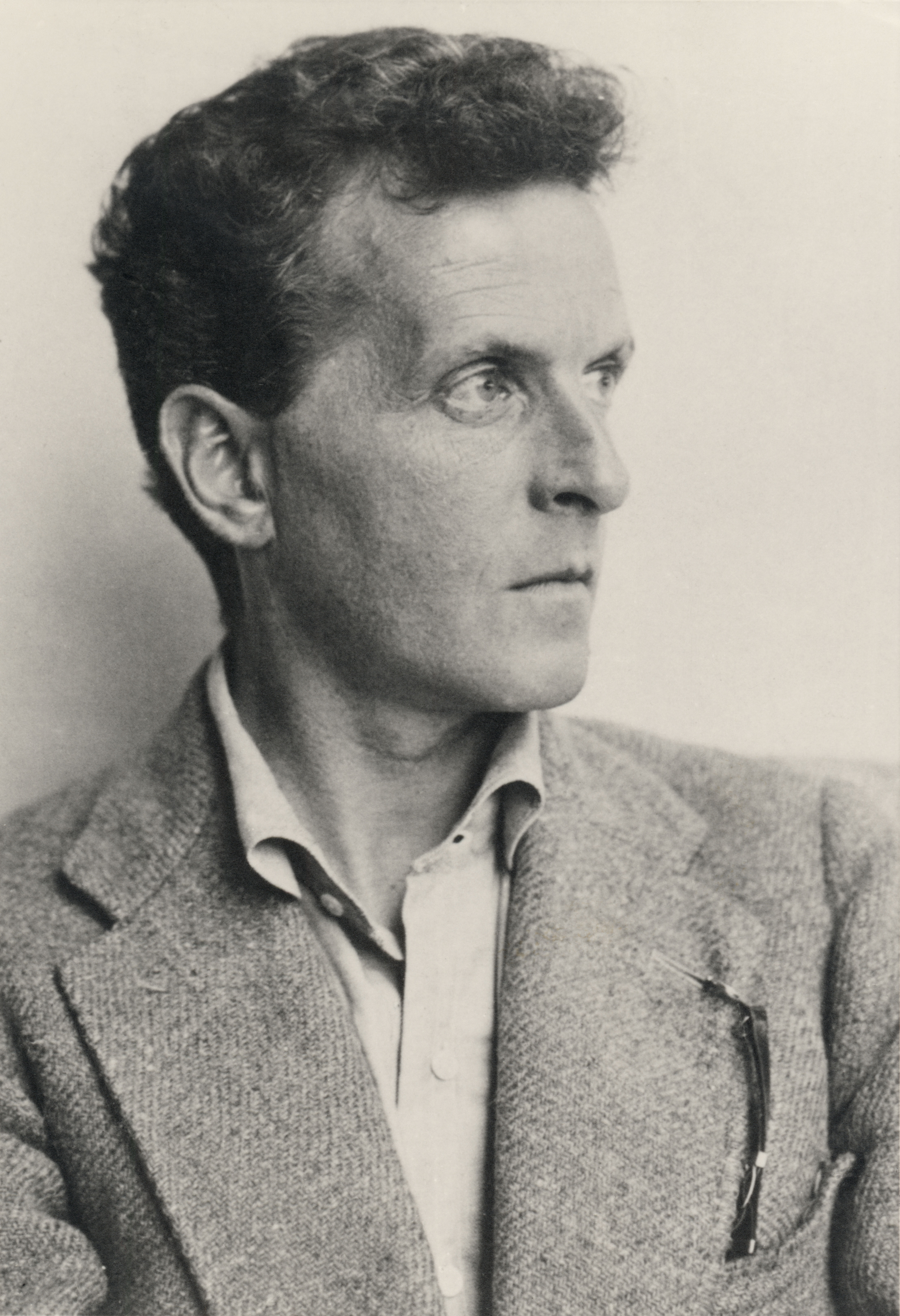
Dans les années 1930, Ludwig Wittgenstein remit en cause l'existence des « expériences privées », censées être directement accessibles au sujet.

On trouve les premiers développements de l'éliminativisme dans les écrits de W. V. O. Quine, Paul Feyerabend, et Richard Rorty, dès le début des années 1960,. Le qualificatif d'« éliminativiste » n'est alors pas encore utilisé et l'expression « matérialisme éliminativiste » (eliminative materialism en anglais) est employée pour la première fois par James Cornman en 1968 lorsqu'il décrit une forme de physicalisme soutenue par Richard Rorty. Le Wittgenstein de la seconde période (années 1930) influence considérablement ces premiers développements, en particulier par la remise en cause qu'il fait de l'existence des « expériences privées », traitées par lui comme des fictions grammaticales. 
À partir des années 1980, l'éliminativisme est représenté principalement par Patricia et Paul Churchland, qui contestent l'existence de bon nombre de phénomènes mentaux, dont les états intentionnels (croyances, désirs, pensées) et les qualia, ainsi que par Daniel Dennett, précurseur du courant illusionniste. Selon Pierre Jacob, leur matérialisme radical trouve son origine au début du XXe siècle dans l'idée défendue par Bertrand Russell et Arthur Eddington qu'il existerait un conflit dans le champ de la connaissance entre science et sens commun. Pour Dennett et les Churchland, en effet, la neurobiologie est à la psychologie du sens commun ce que, pour Russell et Eddington, la physique scientifique est à la compréhension naïve de notre environnement matériel : une réfutation (au moins partielle). Eddington, en particulier, justifie cette opposition en distinguant deux types de concepts incompatibles entre eux : le concept ordinaire d'après lequel ma table en chêne massif, par exemple, est un objet plein, et le concept scientifique d'après lequel la même table est faite de particules dynamiques séparées par un vide bien plus grand. Ces deux concepts ne peuvent être conjointement vrais du même objet ; il faut donc choisir. La physique scientifique ayant fait ses preuves contre la physique intuitive, Eddington choisit de renoncer au concept ordinaire au profit du concept scientifique, adoptant ainsi une attitude éliminativiste concernant les objets physiques.
Dans Empirisme et philosophie de l'esprit, long article publié pour la première fois en 1956, Wilfrid Sellars envisage déjà de considérer les états mentaux comme des concepts relevant d'une théorie susceptible d'être réfutée. Il y présente le « mythe de Jones », récit philosophique visant à montrer que l'on peut proposer une théorie non béhavioriste des « événements mentaux » sans recourir à l'introspection ou à la notion d'expérience vécue, en les interprétant simplement comme des « épisodes intérieurs » dont le rôle est uniquement fonctionnel. Il imagine à cette fin une communauté humaine originelle ne disposant pas des idiomes de la psychologie du sens commun et où le comportement est prédit sur une base purement comportementale. En s'appuyant sur ce que l'on sait des théories béhavioristes, Sellars soutient que les membres de cette communauté ne réussiront vraisemblablement pas à se comprendre mutuellement ni à prédire le comportement de leur prochain. Il imagine ensuite un théoricien de génie découvrant que l'on peut augmenter la valeur des prédictions comportementales en postulant l'existence en chaque agent de processus internes discursifs (le « discours intérieur ») qui expliquent son comportement, et qui sont comparables à ce que nous entendons généralement par « processus mentaux ». Bien que cet ouvrage justifie l'intérêt pratique et théorique des concepts mentaux, il constitue une référence historique pour l'éliminativisme classique, car il est le premier à souligner le caractère théorique et hypothétique de notre psychologie naïve et des notions sur lesquelles elle s'appuie, comme la notion de « pensée »,. 
En 1956 encore, le psychologue Ullin Place annonce dans un court article resté célèbre, « Is Consciousness a Brain Process ? » (« La conscience est-elle un processus cérébral ? »), la critique faite par l'éliminativisme de l'« introspectionnisme », autrement dit, du « préjugé » selon lequel l'introspection constitue un mode de connaissance direct et par là infaillible de nos propres états mentaux. Il dénonce l'« illusion phénoménologique » (phenomenological fallacy) par laquelle nous sommes amenés à considérer que quand un sujet décrit ses expériences au moyen de l'introspection, il décrit vraiment les propriétés des expériences qui l'affectent. Pour Place, nous croyons à tort connaître directement les propriétés réelles de nos sensations à travers leurs caractéristiques « phénoménales », à partir desquelles les objets et les propriétés physiques de notre environnement sont effectivement inférés, alors que c'est au contraire à partir de la connaissance de notre environnement physique que nous pouvons connaître la nature véritable de nos sensations. Les prétendues propriétés phénoménales des sensations ne peuvent dès lors être conservées dans une psychologie scientifique visant la compréhension de la nature de l'esprit, et les expressions qui y renvoient doivent être remplacées par des descriptions physiques.

## Élimination et réduction

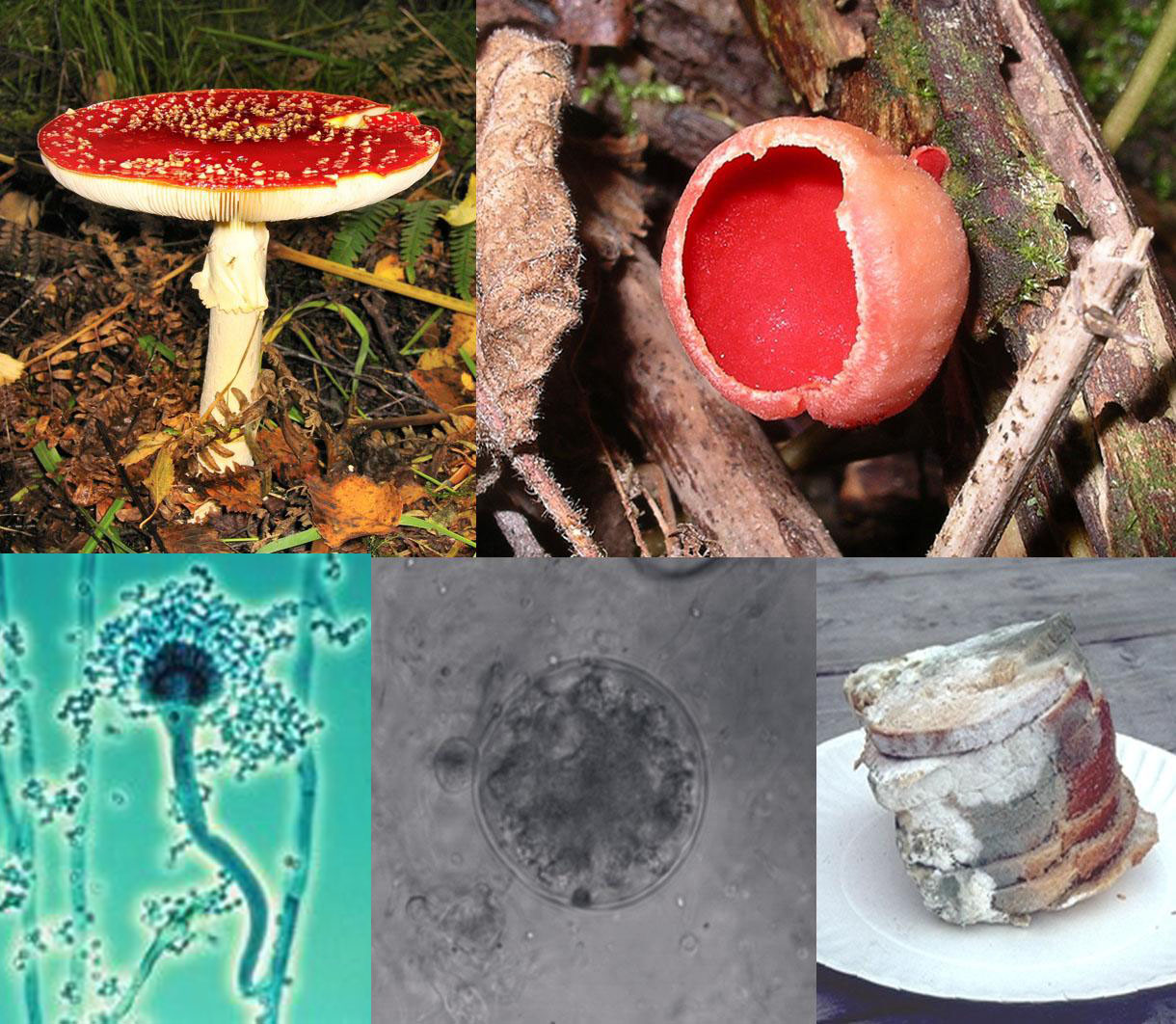
A l'échelle des micro-organismes, la biologie envisage de façon très différente ce que nous entendons communément par « champignon », au point qu'il est difficile de décider si elle en réduit ou en élimine le concept.

Au moment même où commence à se former la théorie éliminativiste, au début des années 1960, la question du rapport entre ce courant radical du matérialisme et le réductionnisme s'est posée. A l'instar de l'éliminativisme, le réductionnisme est une position qui se veut conforme au principe du rasoir d'Ockham. La démarche de réduction doit en effet toujours aller dans le sens d'une diminution du nombre d'entités postulées pour constituer une ontologie minimale. Les aspects de la réalité qui ne peuvent être remplacés terme à terme par des entités plus fondamentales sont alors exclus de cette ontologie. En outre, l'entreprise de réduction est comparable à l'opération d'élimination dans le sens où elle ne conserve pas les descriptions qui correspondent aux concepts réduits. Un concept ne peut en effet être dit « réduit » si le phénomène qu'il décrit n'est pas entièrement redécrit ou redéfini dans le vocabulaire spécifique d'une théorie réductrice. Or, un concept ainsi redéfini est en un sens éliminé. Comme le remarque Patricia Churchland, l'un des principaux représentants de l'éliminativisme, la redéfinition des concepts mentaux en termes d'états et de processus neurophysiologiques relève non seulement d'une démarche réductionniste, mais est également un des principes de l'éliminativisme : il s'agit dans les deux approches de « remplacer » des concepts naïfs de niveau supérieur, ceux de la psychologie ordinaire (mémoire, attention, raisonnement, etc.), par des catégories plus fines définies notamment à partir du vocabulaire des neurosciences.
On peut ainsi se demander avec W. V. O. Quine, dans son ouvrage Le mot et la chose, si les aspects de la réalité qui sont correctement réduits ne sont pas eux-mêmes exclus de l'ontologie réductionniste, comme sont exclus de l'ontologie éliminativiste les aspects de la réalité qui sont simplement éliminés. Deux exemples sont invoqués par lui pour illustrer ce problème : la « théorie de la matière » et le « problème de l'âme et du corps ». Pour ce qui est de la théorie de la matière, Quine se demande si la microphysique constitue une explication de notre image familière des objets matériels ou si elle la discrédite comme on discrédite une croyance fausse ou une illusion :
« La théorie moléculaire répudie-t-elle nos solides familiers et déclare-t-elle qu'il y a plutôt des essaims de molécules ou bien garde-t-elle les solides et les explique-t-elle comme essaims de molécules ? »
Cette question revient à chercher à établir si la réduction consiste à expliquer les choses dont on connait l'existence ou à éliminer de l'explication des fictions que l'on croyait exister. De même, dans le domaine de l'esprit, Quine se demande si le physicalisme identifie l'état mental de douleur ou d'angoisse à un état de l'organisme physique ou bien s'il « répudie » l'état mental en faveur de son concomitant physique. En fait, pour Quine, il n'y a aucune différence entre les deux opérations, mais formuler les thèses du réductionnisme en termes de redéfinitions plutôt qu'en termes d'éliminations de concepts semble plus facile à accepter. Exclure les états mentaux de toute ontologie et en nier ainsi l'existence est certainement plus difficile à accepter que les considérer comme identiques à des états physiques. Il s'agit bien toutefois, dans les deux cas, de remplacer certains concepts d'un certain type par d'autres concepts d'un autre type.
Pour différencier véritablement la démarche éliminativiste de celle du réductionnisme, il faut en fait distinguer les concepts totalement éliminés, qui ne laissent aucune trace dans le système conceptuel de la science, des concepts éliminés parce que redécrits ou redéfinis, qui, eux, laissent une trace, soit la relation qu'ils entretiennent avec les concepts qui les remplacent. Tandis que l'entreprise de réduction ne remet pas en cause la structure d'ensemble des théories réduites, l'éliminativisme conduit à renoncer également à notre ancienne armature conceptuelle, et ainsi, à reconfigurer nos représentations. En philosophie de l'esprit, la version minimale de l'éliminativisme consiste alors à envisager la possibilité que certains concepts psychologiques soient utilisés pour décrire des phénomènes n'ayant aucune unité ontologique. Ces concepts subsument plutôt des amalgames de phénomènes distincts regroupés en raison de ressemblances superficielles.

## Arguments généraux

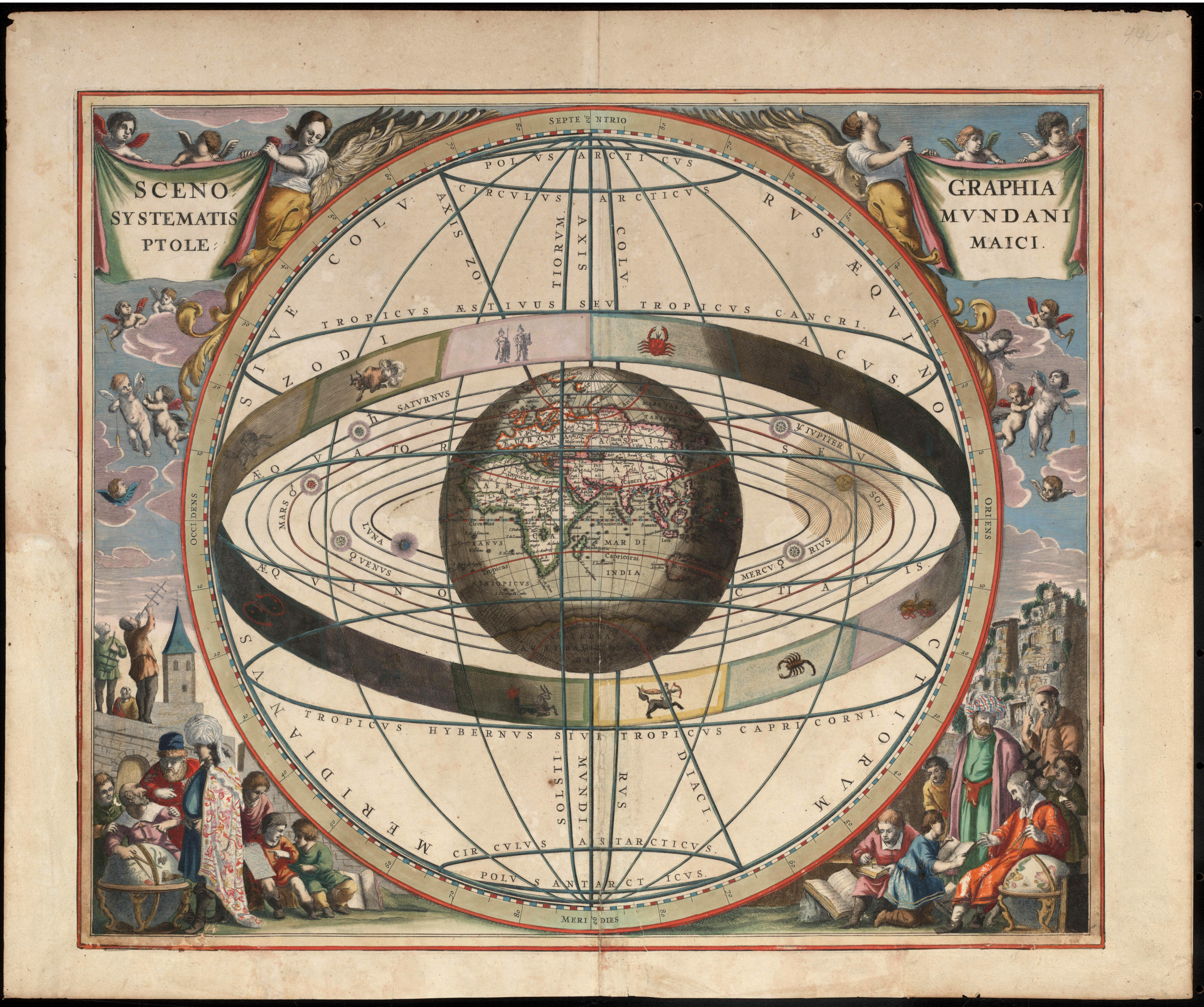
Nos croyances « psychologiques » actuelles constitueraient une sorte de théorie comparable aux anciennes théories devenues aujourd'hui obsolètes, comme le géocentrisme.

### L'existence d'une théorie implicite
L'argumentaire classique pour justifier l'élimination des concepts mentaux part de la thèse avancée par Wilfrid Sellars d'après laquelle nous nous appuyons sur une sorte de théorie ou de proto-théorie pour expliquer et prédire le comportement rationnel, autrement dit, pour rendre compte du comportement d'un « agent » dont le discours et les actes sont motivés par des « raisons ». Selon cette idée, un cadre théorique constitue l'arrière-plan de nos analyses, interprétations et explications d'ordre psychologique du comportement d'autrui, de sorte que l'on peut parler d'une « théorie naïve de l'esprit », ou d'une « psychologie naïve », adoptée spontanément par chacun à la suite d'un certain apprentissage. Cette forme commune et ordinaire de psychologie, aussi appelée « psychologie populaire » (folk psychology en anglais) pour signifier son lien avec la tradition et le sens commun, implique des postulats théoriques spécifiques et des généralisations qui prennent l'aspect de lois. Un exemple typique de ce genre de généralisations est le syllogisme pratique suivant :
Si X désire A et a la croyance que le meilleur moyen d'obtenir A est de réaliser B, alors X désirera réaliser B (excepté dans certaines conditions).
Les généralisations de la psychologie naïve sont en ce sens comparables aux lois et généralisations des théories scientifiques les plus abouties, bien qu'elles soient réalisées de façon beaucoup plus informelle que celles des théories scientifiques. Les entités dont elle postule l'existence sont alors les états mentaux auxquels nous nous référons quotidiennement dans notre explication et nos interprétations naïves du comportement d'autrui (croyances, désirs, sensations, émotions, etc.). Un certain nombre de propriétés sont communément attribuées à ces entités théoriques, notamment des pouvoirs causaux, des caractéristiques sémantiques ou des aspects qualitatifs. S'ils ne sont jamais directement observés, contrairement à ce que suppose notre épistémologie naïve de l'esprit, les états postulés par la psychologie naïve peuvent néanmoins rendre compte avec une certaine efficacité des effets observables au niveau du comportement.
Pour les éliminativistes, deux des principales raisons d'adopter l'hypothèse du caractère théorique de la psychologie du sens commun sont : la réussite prédictive de cette psychologie, qui semble encore meilleure que celle résultant de l'analyse directe du comportement (selon la méthode béhavioriste par exemple) ; la possibilité de résoudre avec cette hypothèse trois des plus difficiles problèmes de la philosophie de l'esprit :
1. le problème du caractère « intentionnel » des états décrits par certains concepts mentaux, comme les concepts de « croyance » et de « désir », qui ont pour spécificité étonnante de porter sur quelque chose ou d'avoir un objet
2. la question de la nature ontologique des attitudes propositionnelles (de ce qu'elles sont réellement), attitudes auxquelles renvoient les prédicats intentionnels tels que « croire que p » et « désirer que p » (où p désigne une proposition quelconque)
3. le « problème des autres esprits » (problem of other minds en anglais), autrement dit, la question de savoir s'il est possible, et si oui, comment, d'avoir connaissance de l'existence d'une conscience chez autrui.

Dans l'optique éliminativiste, chacun de ces problèmes étant posé dans un cadre théorique comparable à une théorie scientifique, ils peuvent recevoir la solution développée pour résoudre un problème semblable en science. Ainsi, le problème du caractère intentionnel des états décrits par certains concepts mentaux peut recevoir la solution développée pour tous les concepts scientifiques qui réfèrent à des états inobservables interprétés comme des dispositions à réaliser un changement d'état (par exemple, la charge électrique d'un corps comme disposition à réaliser un phénomène électrique). La valeur de tels concepts dépend alors exclusivement de leur contribution à la valeur prédictive et explicative de la théorie ou de la conception à laquelle ils appartiennent (par exemple, la physique moderne des particules et des champs dans le cas de l'électricité). Le problème des autres esprits peut être traité dans cette même perspective comme toutes les attributions d'états inobservables en science : ce sont alors des inférences inductives fondées sur la meilleure explication. La question de la nature ontologique des attitudes propositionnelles reçoit quant à elle une solution simple qui correspond à la démarche scientifique d'élimination des concepts incompatibles avec les acquis scientifiques.

### Le caractère erroné de notre théorie de l'esprit

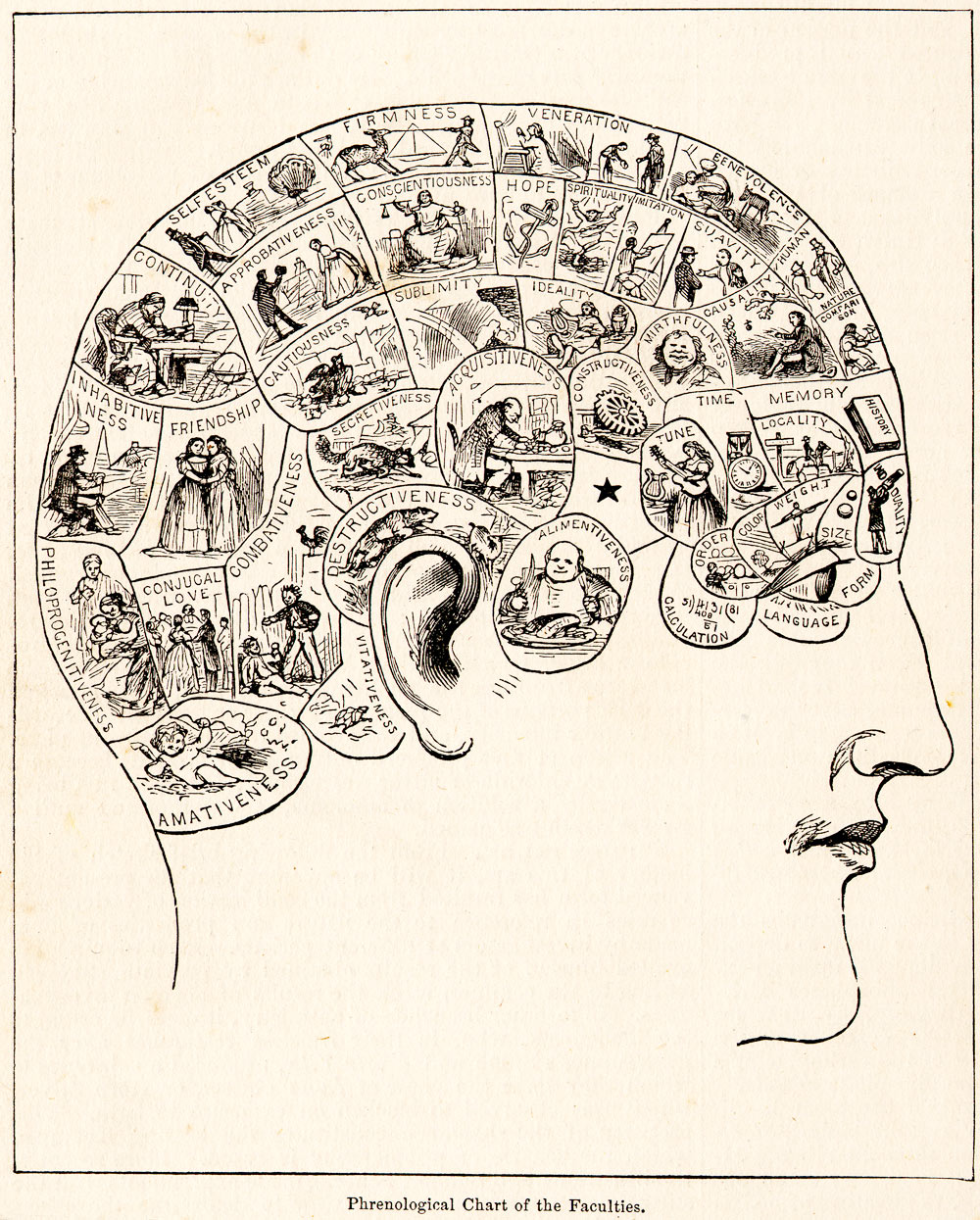
De nombreuses conceptions reposant sur une « théorie naïve » de l'esprit ont aujourd'hui été abandonnées ou réfutées, à l'instar de la phrénologie.

Ceux qui adoptent une approche éliminativiste de l'esprit considèrent généralement que notre théorie naïve de l'esprit sur laquelle repose l'essentiel de la psychologie cognitive contemporaine présente une conception radicalement fausse de notre fonctionnement mental. Cette psychologie basique serait en effet déficiente, désuète et inadéquate : déficiente parce que ne disposant d'aucune explication d'un grand nombre de phénomènes psychologiques importants, désuète parce que stagnante depuis des millénaires, et enfin, inadéquate par son manque de cohérence avec nos connaissances scientifiques, avec nos théories et disciplines bien établies comme la biologie, l'éthologie et surtout les neurosciences. 
Les phénomènes cognitifs déviants comme les troubles mentaux, mais également le sommeil, la mémorisation, l'apprentissage, le développement psychologique, l'effet des psychotropes et des lésions cérébrales, par exemple, sont complètement ignorés par la psychologie du sens commun, alors qu'on exige d'une théorie valide qu'elle ne contienne pas ce genre de lacune explicative. Ses concepts principaux n'ont pas évolué de façon significative depuis les temps antiques, voire préhistoriques, quand aucune des théories alors avancées ne s'est par la suite révélée scientifiquement correcte. L'histoire des sciences montre bien que l'ensemble des conceptions naïves ayant précédé l'émergence de la science moderne et de ses méthodes a été progressivement abandonné ou réfuté. On ne peut, par ailleurs, intégrer les concepts et les affirmations de la psychologie du sens commun dans le corps des connaissances acquises par les sciences modernes. Pour les éliminativistes, tous ces points indiquent que cette psychologie ne s'appuie pas sur de véritables connaissances.
Un autre type d'argument avancé par les éliminativistes se rapporte aux caractéristiques particulières des attitudes propositionnelles (croire que p, désirer que p, etc.) qu'implique la psychologie du sens commun. En effet, à la différence des états de choses décrits par les sciences, les attitudes propositionnelles se présentent à la fois sous une forme syntaxique, proche de celle des langues naturelles, et avec des propriétés sémantiques (ou « intentionnelles ») qui établissent un certain type de relation entre un sujet et une proposition (comme dans x croit que p). Or, comme le fait valoir Patricia Churchland dans son livre Neurophilosophy, il est difficile de concevoir que l'on puisse trouver dans le cerveau quelque chose qui ressemblerait même de loin à ce genre de structure, structure qui apparaît pourtant essentielle à la définition des croyances, désirs et autres états dits « intentionnels ».

### L'impossibilité de la réduction
L'histoire des sciences semble montrer un mouvement général de la science dans le sens non pas d'une simple réduction conceptuelle, mais d'une véritable réfutation des conceptions naïves qui l'ont précédé. Stephen Stich, bien que partisan d'une « révision » conceptuelle de la psychologie naïve, plutôt que de son élimination radicale, remarque que « l'astronomie populaire était fausse, et pas seulement sur des points de détail ». Il ajoute :
« La conception générale du cosmos comprise dans la sagesse populaire de l'Occident était complètement et absolument erronée. On peut en dire autant de la biologie populaire, de la chimie populaire et de la physique populaire. Aussi merveilleuses et imaginatives qu'ont pu être théories et spéculations populaires, elles sont apparues ridiculement fausses dans tous les domaines pour lesquels nous avons aujourd'hui une science sophistiquée. »
De le même façon, dans la perspective éliminativiste, la psychologie naïve semble devoir être reléguée un jour dans le cimetière des conceptions si erronées qu'elles n'ont pu être réduites. Contrairement aux concepts des théories scientifiques qui ont été réduites, comme le concept de force gravitationnelle, ceux de la psychologie naïve ne paraissent, en effet, avoir aucun référent dans la réalité. C'est même particulièrement évident avec des concepts tels que « sorcière » ou « possession démoniaque » que le sens commun attribuait aux individus il y a quelques siècles, voire encore aujourd'hui. Mais c'est vrai aussi de concepts plus persistants, comme ceux de croyance ou de volition (incluant les désirs, les intentions, les décisions, etc.), qui ne sont pas mieux confirmés par les sciences que celui de « possession démoniaque ». La neurophysiologie, en particulier, nous montre qu'il n'y a pas d'états intentionnels de ce genre, mais seulement des neurones, des synapses et toutes sortes de configurations physiques dans le cerveau. 
Aussi, pour les éliminativistes, l'élimination n'est pas seulement préférable à la réduction d'un point de vue méthodologique, elle s'impose comme une nécessité liée au fait que les expressions utilisées par la psychologie naïve ne réfèrent à rien dans la réalité, alors qu'il s'agit là d'une condition à toute réduction. L'opération de réduction consiste en effet à modifier le sens des énoncés portant sur une classe d'objets sans modifier la référence à cette classe. La réduction de ces énoncés préserve ainsi leur valeur de vérité, qui dépend de leur référence, tout en modifiant leur contenu de signification. Or, il existe une telle disparité entre notre vocabulaire psychologique usuel et le vocabulaire des seules sciences authentiquement habilitées à parler de cognition, les neurosciences, qu'elles semblent n'avoir aucun référent en commun. Il n'y aurait donc aucune chance de pouvoir préserver par la réduction la valeur de vérité de la psychologie ordinaire,.

## Principaux courants

### L'éliminativisme «fort»: élimination des concepts mentaux
L'éliminativisme « fort », ou classique, considère que notre compréhension quotidienne du mental relève d'une erreur radicale et que les neurosciences arrivées à maturité montreront que les états mentaux dont nous parlons chaque jour en utilisant des mots tels qu'intention, croyance, désir, amour, n'existent tout simplement pas. Ce genre de termes ne réfère à rien de réel ; il ne s'agit que d'une impropriété de notre langage qui, par la théorie qu'il sous-tend, nous trompe en nous faisant croire que nous possédons les états qu'ils décrivent. 

#### Quine, Feyerabend, Rorty

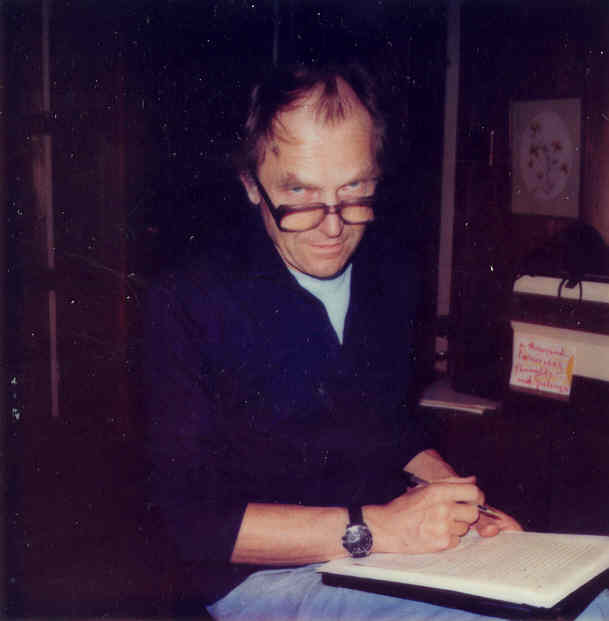
Bien que connu avant tout pour sa critique radicale de la « méthode scientifique », Paul Feyerabend a aussi proposé d'invalider entièrement le discours psychologique.

Willard Quine est généralement considéré comme le premier philosophe de la tradition analytique à faire valoir une position authentiquement éliminativiste, à la fois par son béhaviorisme revendiqué et par sa reconnaissance du caractère irréductible de ce qu'il appelle, à la suite de Franz Brentano, l'« idiome intentionnel », ensemble des concepts décrivant les états mentaux associés à l'intentionnalité (croyances, désirs, pensées, etc.). Dans le débat opposant les réductionnistes et les antiréductionnistes sur ce sujet, Quine s'accorde donc avec les antiréductionnistes. Mais s'opposant à l'interprétation qu'il font de l'impossibilité de la réduction, il ne considère pas qu'il faille voir là « la preuve que les constructions intentionnelles sont indispensables et qu'il est important d'avoir une science autonome de l'intention », mais, au contraire, que leur irréductibilité est « la preuve que les constructions intentionnelles manquent de fondement et qu'une science de l'intention est vide ». Cette double interprétation de l'irréductibilité des concepts intentionnels, Quine la nome dans son livre de 1960 Le mot et la chose, le « double standard » ou la « double norme », décrivant par là deux attitudes opposées lorsqu'a été acceptée la thèse de l'irréductibilité du mental, à savoir le dualisme et l'éliminativisme.
Dans un article paru en 1963, Paul Feyerabend avance quant à lui l'idée que la psychologie du sens-commun pourrait s'avérer radicalement fausse. En effet, toutes les versions du matérialisme semblent conduire à la remise en cause des fondements mêmes de cette psychologie. A l'instar des philosophes dualistes, Feyerabend soutient que les notions psychologiques du sens commun caractérisent certains états ou processus comme étant non physiques. Or le physicalisme et les formes cohérentes de matérialisme qui constituent l'arrière-plan de la méthodologie scientifique impliquent qu'il n'existe pas de tels processus ou états. Il semble donc qu'il faille abandonner la démarche réductionniste présupposant l'identité entre le mental et le physique au profit d'une conception physiologique plus conforme à la représentation scientifique du monde.
C'est dans un article de 1965 que Richard Rorty envisage de son côté l'élimination future permise par les neurosciences des concepts subjectifs associés habituellement à la description des états mentaux. Il déclare en ce sens :
« Il n'est pas plus absurde de dire "Personne n'a jamais ressenti de douleur" que de dire "Personne n'a jamais vu de démon", si nous avons une réponse adéquate à la question : "De quoi parlais-je en disant avoir ressenti une douleur ?". A cette question, la science du futur [pourrait] répondre : "Vous parliez de l'occurrence d'un certain processus neuronal, et cela nous rendrait la vie plus simple si, à l'avenir, vous disiez : "Mes fibres C sont excitées" plutôt que de dire : "J'ai mal". »
Quine, Feyerabend et Rorty sont considérés comme les trois grands précurseurs de l'éliminativisme, mais la question de leur appartenance historique à l'éliminativisme reste néanmoins posée. Ces philosophes entremêlent en effet deux thèses qui sont aujourd'hui le plus souvent distinguées. D'une part, ils soutiennent que les neurosciences rendent possible une représentation exacte de l'activité humaine ne référant aucunement aux états mentaux de notre psychologie naïve. Dans cette perspective, ce genre d'états ne peut être intégré à une ontologie élaborée par une science parvenue à maturité. D'autre part, ces mêmes philosophes soutiennent que les états mentaux de la psychologie naïve doivent être expliqués en termes de processus neurophysiologiques. Quine, en particulier, bien qu'ayant lui-même préalablement distingué ces deux affirmations, ne les considère pas comme significativement différentes,. Or il est maintenant généralement admis que l'on ne peut soutenir à la fois que les états mentaux sont théoriquement explicables en termes de concepts non mentaux et considérer que les états mentaux doivent disparaître de l'ontologie scientifique en tant que fictions ou erreurs de raisonnement. Le premier type d'affirmation définit l'entreprise de réduction du physicalisme au sujet des concepts mentaux, tandis que le second définit l'opération d'élimination de ces mêmes concepts. C'est cette dernière démarche que les époux Paul et Patricia Churchland tentent de justifier à partir du début des années 1980.

#### Paul et Patricia Churchland

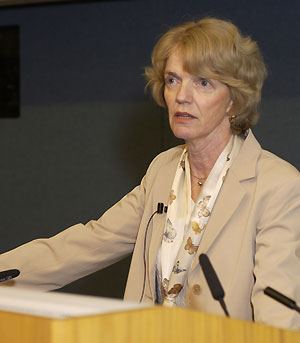
Patricia Churchland en 2005.

La psychologie du sens commun est, pour Paul et Patricia Churchland, une théorie pleinement développée du comportement humain, bien qu'elle ne soit pas formalisée. Ils soutiennent que cette psychologie basique est la dernière des théories populaires à survivre et qu'elle doit subir le même sort que la physique naïve ou la biologie intuitive : son remplacement par une théorie qui cadre mieux avec les standards actuels de scientificité. Ils insistent sur le caractère purement fictif des états intentionnels, que le développement des neurosciences révélera de la même manière que celui de la physique a révélé jadis le caractère chimérique des essences alchimiques, de l'éther ou du phlogistique.
L'éliminativisme des Churchland implique fondamentalement deux thèses : 
1. La psychologie du sens commun doit être envisagée comme une théorie empirique
2. Cette théorie est fausse ou inadéquate

Parce qu'elle est une théorie empirique fausse, la psychologie du sens commun connaîtra le sort de toutes les théories empiriques fausses : l'élimination au profit d'une théorie empirique supérieure qui viendra, selon les Churchland, des neurosciences.
Les arguments justifiant l'idée que notre psychologie naïve est de nature théorique (ou proto-théorique) sont d'abord tirés des réflexions de Wilfrid Sellars dans Empirisme et philosophie de l'esprit. À la suite de Sellars, Paul et Patricia Churchland constatent que grâce à une théorie de base postulant notamment l'existence de désirs et de croyances, nous sommes capables de prévoir le comportement d'un agent d'une façon plus fine et plus sûre que si nous nous étions fiés à notre seule connaissance des régularités observées au niveau du comportement. Avec Stephen Stich, ils forgent alors, au début des années 1980, la notion de folk psychology (traduit en français le plus souvent par l'expression « psychologie populaire ») pour désigner le réseau de concepts qui sous-tend notre capacité à « lire l'esprit » d'autrui et à en expliquer le comportement.
Pour les Churchland, la folk psychology est une théorie préscientifique qui a la forme des théories scientifiques ; les êtres humains y formulent des lois du comportement qui ont un caractère prédictif. Ils comparent en ce sens les explications scientifiques usuelles comme celles faisant intervenir les notions de force et de masse avec les explications de la folk psychology qui s'appuient sur des syllogismes pratiques tels que : 
(∀ x) (∀ p) [(x « espère » que p) & (x « découvre » que p)] → (x « est content » que p), où p désigne une proposition quelconque.
La seule véritable différence entre les explications reposant sur les lois scientifiques et celles s'appuyant sur les généralisations psychologiques réside dans le fait que les propositions scientifiques expriment des « attitudes numériques », c'est-à-dire des relations dans le domaine abstrait des nombres, tandis que les propositions psychologiques expriment des « attitudes propositionnelles », autrement dit, des relations dans le domaine abstrait des propositions,.
Selon Paul et Patricia Churchland, cette psychologie, malgré ses mérites prédictifs, est néanmoins une théorie fausse. Ils avancent trois principaux arguments en faveur de cette thèse  :
1. La psychologie populaire ne dispose d'aucune explication, même embryonnaire, d'un grand nombre de phénomènes psychologiques importants comme le sommeil, la mémorisation, l'apprentissage, l'effet des psychotropes et des lésions cervicales, etc. Or, on exige d'une théorie valide qu'elle ne contienne pas ce genre de hiatus explicatif.
2. La psychologie populaire n'a pas évolué de manière significative au cours des derniers millénaires, n'ayant pas connu le développement qu'on attend d'une théorie valide.
3. On ne peut intégrer la psychologie populaire dans la synthèse (encore émergente) des sciences comme la physique, la biologie et les neurosciences. Or, la cohérence d'une théorie avec le reste de la science est une mesure de sa crédibilité.

Dans A Neurocomputational perspective (« Une perspective neuro-computationnelle »), publié en 1989, puis dans Le cerveau : moteur de la raison, siège de l'âme, paru dans sa première édition en 1995, Paul Churchland défend l'idée encore plus radicale que même la conception traditionnelle de la connaissance est destinée à être remplacée par ce qu'il appelle une « épistémologie neuro-computationnelle ». L'épistémologie neuro-computationnelle s'appuie sur le modèle du réseau de neurones artificiel, ouvrant ainsi la voie à une réinterprétation biologique non seulement de nos conceptions naïves de l'esprit, mais également de nos concepts les plus abstraits et les plus formels, comme ceux des mathématiques.

### L'éliminativisme «faible»: élimination des propriétés sémantiques

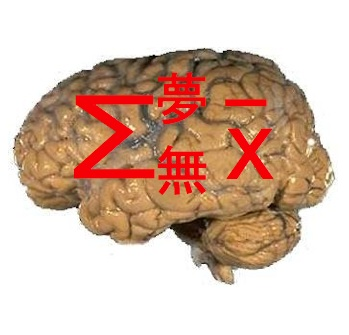
D'après Stephen Stich, ce sont les propriétés « syntaxiques » des représentations mentales qui permettent d'identifier dans le cerveau d'authentiques états mentaux.

Il existe une forme partielle d'éliminativisme, défendue principalement par le philosophe et psychologue cognitiviste Stephen Stich, et nommée par lui « matérialisme de révision » (revisionary materialism). A la différence du « matérialisme éliminativiste », la théorie de Stich ne remet pas entièrement en cause notre conception naïve de l'esprit. Elle s'accorde avec la théorie fonctionnaliste des états mentaux, qui suppose leur existence et les identifient au « rôle causal » de certains processus cérébraux, mais elle nie que ces états correspondent aux concepts « intentionnels » ou « représentationnels » de la psychologie naïve. La psychologie cognitive, qui se réfère encore en grande partie à ces concepts, doit donc être réformée en profondeur. Pour Stich, cette réforme conceptuelle consiste d'abord à éliminer les propriétés sémantiques du discours psychologique, et à se débarrasser ainsi des caractéristiques intentionnelles ou représentationnelles des états mentaux, pour enfin se tourner vers une théorie neurocognitive de l'esprit.
Dans From Folk Psychology to Cognitive Science (« De la psychologie populaire aux sciences cognitives »), paru en 1983, Stich soutient l'idée que la « psychologie populaire » (folk psychology) différencie les états mentaux sur la base de leurs propriétés intentionnelles. Elle établirait ainsi une taxonomie de ces états en se référant essentiellement à leur contenu sémantique, c'est-à-dire à leur objet de représentation. Or, estime Stich, il y a de nombreuses raisons de rejeter une taxonomie psychologique fondée de la sorte sur les propriétés sémantiques. En effet, une telle taxonomie ignore la causalité en jeu dans les processus cognitifs, implique un haut degré d'imprécision, et échoue complètement lorsqu'il s'agit de rendre compte des maladies mentales ou de la psychologie des très jeunes enfants, par exemple. À la place de la méthode de spécification sémantique implicitement adoptée par la psychologie populaire, Stich propose alors une « taxonomie syntaxique » (syntactic taxonomy) fondée sur les propriétés syntaxiques ou fonctionnelles des états cognitifs. Ces propriétés sont d'ordre relationnel et relèvent de la structure même de l'esprit ; elles correspondent terme à terme aux propriétés causales (également relationnelles) de certains processus cérébraux, de sorte qu'une psychologie cognitive usant de ces termes puisse être entièrement compatible avec une conception scientifique de type fonctionnaliste.
Stich illustre le caractère syntaxique des états cognitifs avec un exemple clinique. Une patiente, Madame T., souffre d'amnésie partielle. Chaque fois qu'on lui demande qui est McKinley, elle répond : « McKinley fut assassiné », mais elle est incapable de dire ce qu'est un assassinat, qui était McKinley, s'il était président des États-Unis, etc. Dans ces conditions, affirme Stich, on ne peut dire vraiment que Madame T. croit que McKinley fut assassiné. Si une théorie cognitive correcte peut exister pour des cas de ce genre, elle devra être formulée dans des termes qui n'ont rien à voir avec le contenu sémantique de telles propositions. Sur ce point, le sens commun est incapable de nous fournir des descriptions adéquates. Les explications cognitives devront donc se passer de la psychologie populaire et de la notion de contenu sémantique à laquelle elle est associée. Seule demeurera alors une spécification causale, fonctionnelle et syntaxique des états cognitifs, déterminant les termes du « langage de la pensée » à partir des processus internes du cerveau. Dans cette nouvelle psychologie, les prétendus corrélats sémantiques des états mentaux ne seront pas considérés seulement comme des épiphénomènes : ils n'existeront pas comme tels, étant interprétés comme de simples projections commodes de la psychologie populaire sur ces états.

### L'«illusionnisme»: élimination des concepts phénoménaux
L'illusionnisme est la position qui affirme le caractère erroné de notre conviction commune selon laquelle la conscience dite « phénoménale », ou « subjective »,  existe réellement. L'impression forte que nous avons d'être dans des états conscients y est le plus souvent interprétée comme une illusion cognitive. Sa remise en cause des conceptions naïves ou intuitives de l'esprit porte moins sur la psychologie du sens commun que sur la psychologie introspective, « en première personne », qui présuppose l'existence de la conscience. L'illusionnisme est un courant récent de l'éliminativisme qui gagne en notoriété.

#### Dennett et la question desqualia

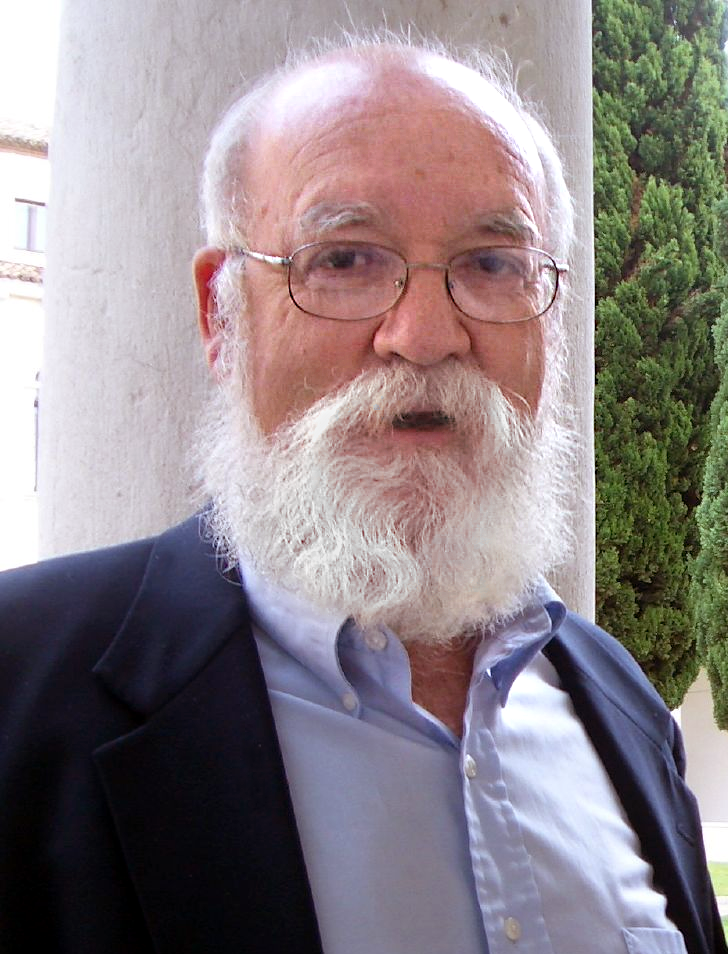
Daniel Dennett en 2006.

Le philosophe américain Daniel Dennett est aujourd'hui considéré comme le précurseur de l'illusionnisme. C'est avec lui, en effet, qu'est pour la première fois envisagée une approche éliminativiste à l'égard de certains concepts mentaux seulement, ceux traditionnellement associés à l'idée de subjectivité et à la notion d'introspection. Il inaugure en ce sens une forme particulière d'éliminativisme concernant principalement les qualia et les « aspects phénoménaux » de la conscience. Contrairement aux éliminativistes classiques tels que Paul et Patricia Churchland, Dennett ne pense pas qu'une conception matérialiste de l'esprit implique de supprimer du vocabulaire scientifique (et plus encore des langues naturelles) les attitudes propositionnelles comme les pensées ou les volitions. Mais il considère que notre croyance à l'existence de la conscience, entendue précisément comme l'ensemble des expériences qualitatives « privées » accessibles directement et seulement par introspection, est une illusion qui nous vient à la fois de préjugés culturels anciens, d'erreurs de raisonnement, de mauvaises habitudes de pensée, ainsi que de préjugés ou sophismes d'ordre philosophique hérités de la pensée dualiste cartésienne. 
Dennett développe ce point de vue dans un article paru en 1988 : « Quining Qualia ». Il y dénonce la conception cartésienne de la conscience que sous-tendraient non seulement les interprétations dualistes de l'esprit, mais également les conceptions matérialistes. Il rejette résolument le concept même de qualia qui semble pourtant décrire tous les attributs spécifiques de la conscience. Pour lui, l'expérience consciente possède certes des propriétés distinctives, qu'il reste d'ailleurs en grande partie à découvrir, mais ces propriétés ne sont pas celles, subjectives et qualitatives, qu'on lui assigne traditionnellement en comprenant ses états sous le concept de qualia. La conscience dans son ensemble existe bien avec la spécificité qu'on lui reconnaît généralement, mais aucune de ses propriétés ne se distingue radicalement des propriétés que l'on étudie régulièrement dans les sciences. On ne parviendra donc pas à l'appréhender correctement tant qu'on lui attribuera les caractéristiques subjectives et qualitatives que lui assigne la tradition. 
Dans son article de 1988, puis dans un ouvrage intitulé La Conscience expliquée (Consciousness Explained), paru trois ans plus tard, Dennett produit une série d'arguments ingénieux destinés à montrer le caractère douteux et fortement contestable des intuitions qui nous font croire à la présence de telles caractéristiques. Il remet ainsi en cause l'idée conventionnelle qui veut que leur connaissance soit directe et, de ce fait, certaine, indubitable. Il s'appuie notamment sur certaines expériences de pensée pour révéler les contradictions qu'implique, selon lui, cette position héritée de la tradition. Puis il procède à l'évacuation méthodique du contenu de la notion de qualia pour n'en garder finalement qu'un ersatz bon à « quiner », c'est-à-dire à éliminer. Par la clarification conceptuelle éclairée par le progrès des sciences  et par l'attention portée aux métaphores trompeuses (le théâtre cartésien, l'homoncule) ainsi qu'aux « pompes à intuitions » dualistes (l'argument de la connaissance, l'expérience de pensée des zombies), Dennett est convaincu que nous serons en mesure de nous apercevoir « qu'il n'existe tout simplement rien de tel que des qualia », et que nos intuitions concernant les prétendus aspects phénoménaux irréductibles de la conscience finiront elles-mêmes par disparaître.
Dans d'autres publications, notamment dans The Intentional Stance (traduit en français sous le titre : La stratégie de l'interprète) paru en 1987, Dennett affirme néanmoins prendre au sérieux le discours du sens commun sur les états mentaux. Il soutient l'idée que l'essentiel de la psychologie naïve est vrai dans la mesure où elle a un véritable pouvoir prédictif concernant le comportement des agents rationnels, mais il nie que cette vérité soit une raison suffisante de croire à l'existence des entités mentales inférées sur la base de cette psychologie. Pour Dennett, c'est l'appropriation philosophique des concepts mentaux, interprétés dans un sens ontologique, et non la psychologie naïve elle-même, qui conduit à l'illusion que nous sommes réellement dans des états subjectifs, ou que nous avons réellement des expériences « qualitatives » et « privées ».

#### Frankish, Pereboom et le «problème de l'illusion»

La couleur rouge est un exemple paradigmatique d'expérience qualitative consciente.

C'est avec le philosophe Keith Frankish, au début des années 2010, qu'est employée pour la première fois l'expression « illusionnisme » pour caractériser le courant proprement « anti-qualia » de l'éliminativisme. La thèse principale de Frankish et du courant illusionniste dans son ensemble est celle du caractère illusoire de la conscience dite « phénoménale », celle à laquelle nous nous référons quand nous décrivons nos états mentaux comme étant de nature subjective ou qualitative. Pour les illusionnistes, la conscience phénoménale n'existe pas, mais semble simplement exister. Le problème consistant à expliquer cette forme de conscience, appelé « problème difficile de la conscience », ne se pose donc pas, puisqu'il n'y a pas lieu d'expliquer ce qui n'existe pas. En revanche, les illusionnistes doivent résoudre à la fois le « problème de l'illusion de la conscience », celui qui consiste à expliquer l'impression forte que nous avons d'être « phénoménalement » conscients, et le « méta-problème de l'illusion », le problème posé par le fait que, lorsqu'il est question des phénomènes conscients, il nous semble que l'apparence constitue la réalité ou l'essence du phénomène considéré. Nous avons en effet l'intuition très forte que, lorsqu'il s'agit de la conscience, il n'est pas possible de distinguer entre apparence et réalité, ni, par conséquent, d'envisager la possibilité même d'une illusion de la conscience.
Il existe dans le cadre de l'illusionnisme plusieurs façons de répondre au premier problème. Certains illusionnistes, comme Daniel Dennett, affirment que s'il nous paraît de manière fallacieuse que nous sommes conscients, c'est parce que nous sommes victimes d'erreurs de raisonnement ou de préjugés philosophiques et culturels bien enracinés. Ce point de vue, aujourd'hui devenu minoritaire au sein du courant illusionniste, doit être distingué de la thèse selon laquelle notre conviction commune concernant la réalité des états conscients relève de traits particulièrement « robustes », impossibles à modifier, de notre manière de penser à la conscience. Pour le philosophe Derk Pereboom, conforté dans cette position par les travaux du psychologue Nicholas Humphrey et du neuroscientifique Michael Graziano, c'est en raison même de la nature de notre fonctionnement psychologique que nous ne pouvons échapper à l'illusion de l'existence en nous d'expériences dotées de certaines propriétés distinctes des propriétés physiques. Cette illusion n'est donc pas la conséquence de préjugés culturels ou de sophismes, mais de caractéristiques profondes de notre psychologie qui ne sont pas modifiables par les moyens de la réflexion ou de l'apprentissage. Pereboom avance en ce sens l'hypothèse que c'est en vertu des mécanismes cérébraux impliqués dans l'introspection, comparables selon lui à ceux de la perception, que nous nous représentons certaines propriétés mentales comme ayant une nature qualitative et subjective qu'elles n'ont pas dans la réalité.
Cette hypothèse ne suffit pas, cependant, à expliquer la grande force de l'intuition que nous avons de l'absence de distinction entre apparence et réalité quand il est question de la conscience phénoménale. Or c'est de cette intuition que dérive notre croyance indéfectible en l'idée qu'une conscience purement illusoire est une conjecture absurde. Pour expliquer la force de cette intuition, Pereboom met en avant le fait que l'introspection, contrairement à la perception courante (dont nous admettons facilement qu'elle puisse être trompeuse) ne nous donne jamais accès à des expériences dont nous pouvons vérifier de façon fiable le caractère erroné, comme dans le cas des illusions d'optique par exemple. Tandis que les erreurs ou illusions perceptives que nous constatons régulièrement nous habituent à la différence entre apparence et réalité en ce qui concerne la perception ordinaire, l'introspection, quant à elle, n'offre rien de tel : nous n'avons pas d'accès fiable aux propriétés phénoménales qui soit autre qu'introspectif, et qui nous permettrait donc de vérifier si ce que l'introspection nous présente est conforme ou non à la réalité des choses. La conséquence en est que nous ne constatons jamais d'inadéquation entre la manière dont les phénomènes conscients nous apparaissent dans l'introspection, et la manière dont ils existent réellement. D'après Pereboom, c'est l'impossibilité d'un tel constat, liée aux limites cognitives de l'introspection, qui occasionne en nous une forte résistance à l'idée que les apparences phénoménales puissent nous tromper sur ce qu'elles sont.

#### La «solution» de Kammerer

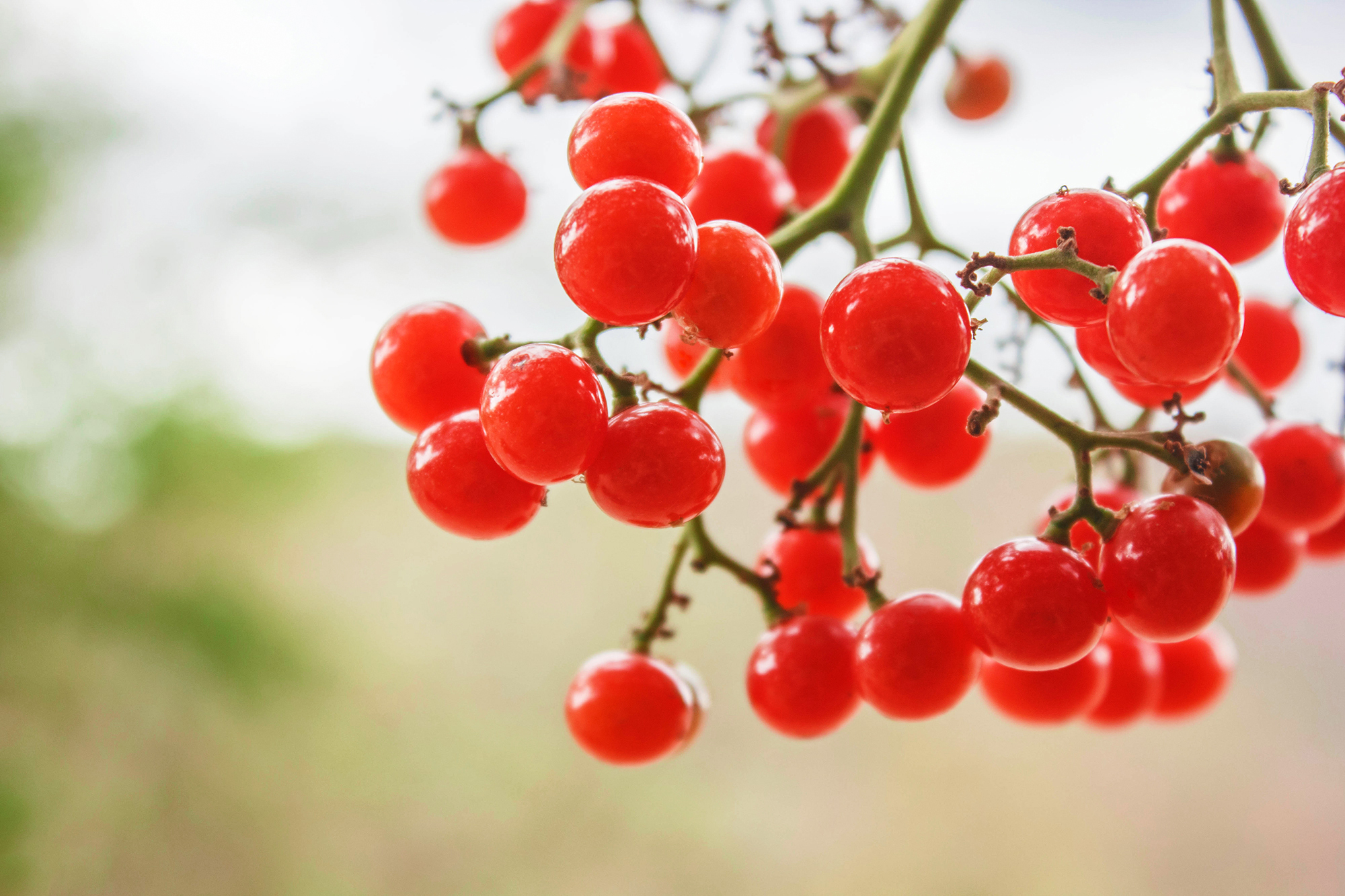
Nous pouvons douter de la nature de ce que nous voyons, mais il semble que nous ne puissions pas douter du fait que nous en avons l'expérience consciente.

Dans un ouvrage paru en 2019 et intitulé Conscience et matière,, le philosophe français François Kammerer développe une théorie destinée à résoudre le problème de l'illusion de la conscience posé dans le contexte du matérialisme de type illusionniste. Il considère que les hypothèses avancées par les partisans actuels de l'illusionnisme (Frankish, Pereboom, Humphrey, Graziano, entre autres) sont incapables de rendre compte de la force avec laquelle s'impose notre intuition d'absence de distinction entre apparence et réalité lorsqu'il est question des phénomènes de conscience. Cette intuition ne relève pas selon lui d'un sophisme, ni même d'une illusion cognitive, mais est « le résultat […] d'un raisonnement parfaitement correct, étant donné le contenu cognitif des concepts phénoménaux et la manière dont ceux-ci caractérisent essentiellement les expériences ». D'après Kammerer, c'est justement parce que cette intuition provient d'un raisonnement parfaitement correct sur le contenu des concepts phénoménaux que nous avons « les plus grandes difficultés », quels que soient l'acuité de notre réflexion ou le niveau de notre information, à simplement nous représenter une situation dans laquelle les propriétés phénoménales sont identiques à des propriétés physiques, ou encore, dans laquelle elles sont inexistantes comme telles. 
La solution proposée par Kammerer dans ce contexte peut être résumée de la manière suivante : « nos concepts phénoménaux nous présentent essentiellement nos expériences phénoménales comme possédant une épistémologie spécifique : comme apparaissant immédiatement. Et cette détermination théorique des concepts d'expériences conscientes fait que, lorsque je tente de donner un sens intuitif au fait qu'il me semble simplement, dans l'introspection, que j'ai une expérience, mais qu'en réalité je ne l'ai pas, je débouche sur une contradiction ». Cette contradiction explique le caractère apparemment absurde et inacceptable de l'illusionnisme. Cependant, l'apparente spécificité épistémologique des expériences phénoménales n'est pas réelle ; il n'existe en effet que des processus cognitifs ordinaires dont certains conduisent à former des jugements nous attribuant de manière fallacieuse des caractéristiques cognitives spécifiques, comme l'accès direct à nos propres états mentaux. Ces caractéristiques sont telles que, lorsque nous les attribuons à nos états mentaux, nous ne pouvons pas logiquement y admettre la distinction entre apparence et réalité. Nos concepts phénoménaux portent dans leur contenu cognitif cette caractérisation des expériences phénoménales, entendues alors comme des entités avec lesquelles les sujets sont dans une relation particulièrement intime et directe comparable à une « relation physique de contact ».

## Conséquences sur les sciences cognitives
Par sa remise en cause de la psychologie du sens commun, l'éliminativisme semble miner les fondements de la psychologie cognitive contemporaine. En effet, celle-ci emprunte à notre compréhension ordinaire de l'esprit son ontologie des états mentaux, à savoir les croyances, les désirs et les autres états mentaux impliquant des représentations. Or, dans l'optique éliminativiste, la psychologie ordinaire constitue un cadre théorique radicalement faux. Les avancées récentes dans les neurosciences semblent par ailleurs conforter l'idée que les états mentaux postulés par la psychologie cognitive n'existent simplement pas, les concepts qu'elle emploie n'ayant toujours pas trouvé le moindre analogue neurobiologique. Si tel est le cas, les processus mentaux qu'elle décrit ne pourront pas être réduits aux processus physiques décrits par les neurosciences, et les théories psycho-cognitives sont dès lors condamnées à être abandonnées ou rejetées. Dans cette perspective, les concepts proprement cognitifs sont eux-mêmes voués à être éliminés de nos explications. Le vide ainsi laissé par l'échec des théories psycho-cognitives devra alors être rempli par des théories neurocognitives dont le cadre ontologique sera plus cohérent avec les avancées neuroscientifiques.
Pour Paul Churchland, l'un des principaux représentants de l'éliminativisme, la supériorité explicative des théories neurocognitives sur les théories psycho-cognitives provient entre autres du fait que plusieurs phénomènes cognitifs d'importance que les neurosciences parviennent à expliquer ne peuvent être expliqués à l'intérieur du cadre théorique naïf de la psychologie cognitive. Les notions utilisées par la psychologie naïve et reprises par la psychologie cognitive visent en effet à interpréter les états mentaux des individus sains, normaux et éveillés ; elles ne sont pas faites pour comprendre des phénomènes cognitifs associés au sommeil, aux troubles mentaux, aux situations environnementales particulières, aux effets des psychotropes, des lésions cervicales, ni à la genèse des états mentaux à travers l'apprentissage ou le développement psychologique. 
Toujours d'après Churchland, les théories psycho-cognitives sont par ailleurs incohérentes avec l'ensemble de l'édifice scientifique, tandis que les neurosciences sont en continuité directe avec les autres sciences. Notamment, les états mentaux postulés par la psychologie cognitive sont censés avoir, tout comme ceux stipulés par le sens commun, un contenu intentionnel ou un objet de représentation. Or les neuroscientifiques n'ont toujours pas observé de représentations mentales instanciées de façon bien définie dans les cerveaux. Les progrès en intelligence artificielle permis par l'analyse des réseaux de neurones artificiels et ceux concernant la compréhension des mécanismes neuromnémoniques semblent au contraire indiquer que l'encodage de l'information par le cerveau est un processus distribué et non précisément localisé. De ce fait, il n'y aurait rien dans le cerveau qui équivaudrait par sa structure à des entités individualisables telles que les représentations mentales.

## Critiques et objections

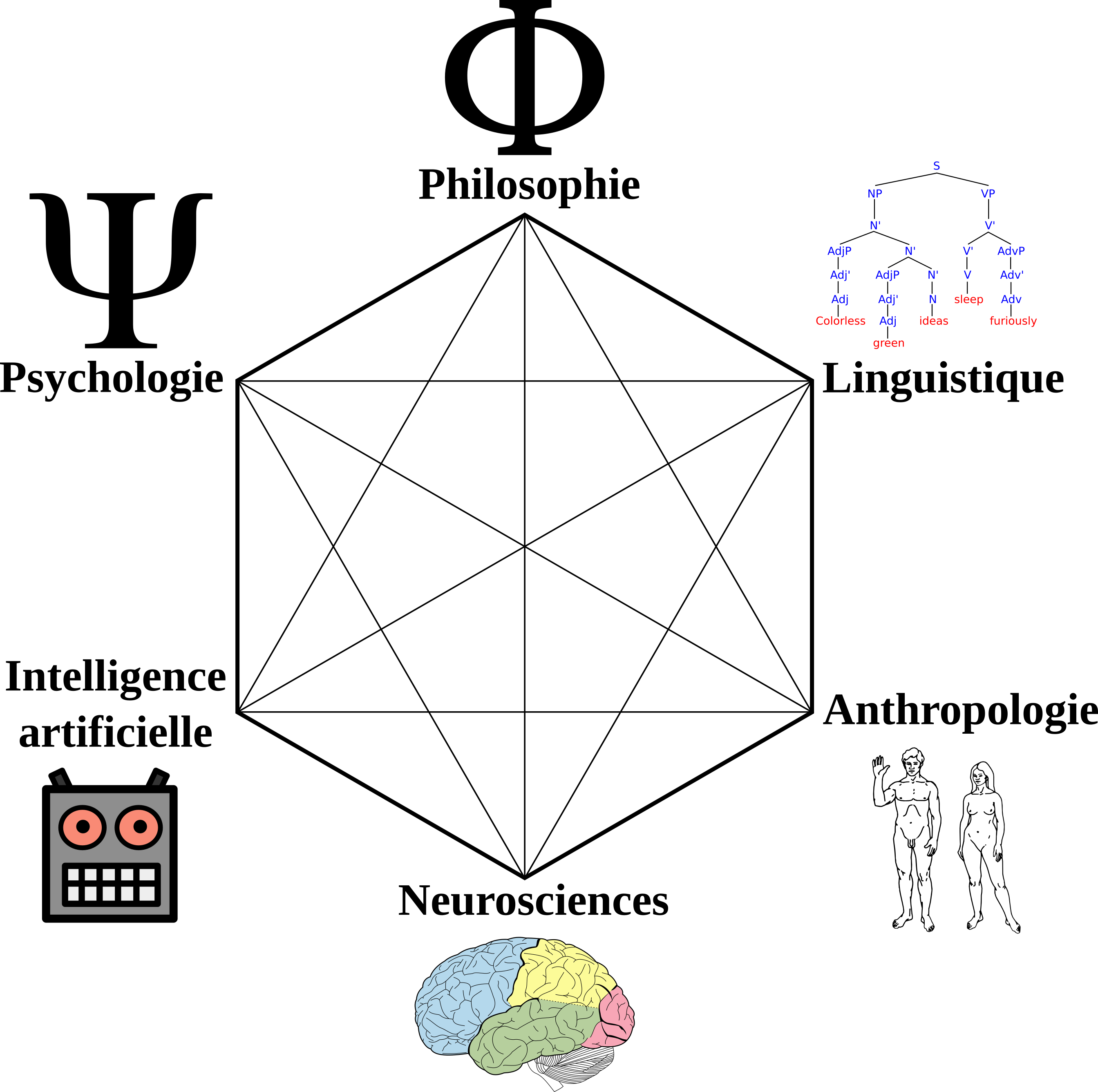
Pour certains de ses détracteurs, l'éliminativisme conduit à ériger les neurosciences en nouvelle « reine des sciences ».

### La psychologie naïve n'est pas une théorie

#### La thèse de la stratégie prédictive
L'une des principales objections faites à l'éliminativisme provient d'une tradition proche de l'éliminativisme, issue de Wittgenstein et de Ryle, ainsi que, paradoxalement, de certains éliminativistes eux-mêmes, qui tiennent à limiter leur remise en cause de l'existence des états mentaux aux seuls aspects qualitatifs et subjectifs de la conscience (les qualia ou la conscience phénoménale). Elle s'appuie sur l'idée que, contrairement à l'hypothèse de Wilfrid Sellars, la psychologie du sens commun n'est pas une théorie proto-scientifique utilisée pour expliquer ou prédire le comportement, et traitant les croyances ou les désirs comme des causes internes identifiables du comportement, mais une sorte de stratégie prédictive particulièrement efficace faisant l'économie d'une théorisation et d'une ontologie.
Le philosophe Daniel Dennett, aujourd'hui considéré comme le précurseur du courant illusionniste au sein de l'éliminativisme, est depuis les années 1980 le principal représentant de cette position. Pour lui, le vocabulaire que nous utilisons pour décrire la vie mentale participe non pas d'une théorie mais d'une stratégie qui a évolué de sorte que nous puissions prévoir les comportements les plus significatifs des animaux et des hommes. Dans notre vie, nous sommes en effet capables de prévoir et d'expliquer ces comportements sans avoir une connaissance approfondie et détaillée de la réalité physique des agents. Dennett considère donc qu'il faut reconnaître la valeur du discours sur la vie mentale en tant que stratégie prédictive, ce que ce discours est essentiellement, et non pas en tant que théorie, ce qu'il n'est pas dans sa formulation courante. 
Bien que son ontologie soit clairement matérialiste, Dennett et ceux qui défendent la thèse de la valeur prédictive du discours sur les états mentaux refusent ainsi d'adopter une position éliminativiste radicale visant à rendre caduque la psychologie populaire. En théorie, les sciences de la nature pourraient mettre à notre disposition une méthode de prédiction du comportement qui se passerait de cette psychologie, mais en pratique, cela ne semble pas possible. La thèse de la stratégie prédictive n'est donc pas compatible avec le projet éliminativiste de remplacement de la psychologie populaire et des sciences de la cognition par les seules neurosciences.

#### La thèse de la simulation
Les recherches en sciences cognitives ont conduit certains philosophes de l'esprit, dont Robert Gordon et Alvin Goldman, à concevoir à partir des années 1980 une nouvelle approche de notre relation à l' « esprit des autres », censée rendre compte de son pouvoir explicatif et prédictif. Connu sous l'expression « théorie de la simulation », ce modèle constitue une alternative à celui de la « psychologie populaire » (folk psychology). Dans ce dernier modèle, une psychologie basique constitue le fondement théorique de notre aptitude à prévoir et à expliquer le comportement d'autrui. Alors que cette thèse souligne l'arrière-plan théorique et proto-scientifique d'une telle aptitude, la théorie de la simulation met en avant la capacité des êtres humains de simuler de façon automatique les états mentaux d'autrui sans qu'il y ait à les conceptualiser. Cette capacité permet d'attribuer des états mentaux aux autres individus en se dispensant de l'effort théorique nécessaire à l'élaboration d'une psychologie, même proto-scientifique. Il suffit seulement pour un individu qu'il adopte la perspective de l'autre et qu'il opère une simulation de ses propres états mentaux à partir de processus cognitifs distincts de ceux qui sont engagés dans la prise de décision. Ce type de simulation permet de générer à la fois des prédictions et des explications, et ce, en utilisant une « machinerie cognitive » que nous possédons déjà. C'est en utilisant nos propres émotions et cognitions que nous parvenons ainsi à comprendre les autres, et à entrer spontanément dans une certaine relation d'empathie avec eux. 
Incompatible avec la thèse principale de l'éliminativisme classique, celle de l'existence d'une théorie psychologique fausse à l'origine de l'idée que nous avons de l'existence d'états mentaux, la théorie de la simulation permet d'expliquer que notre attribution d'états mentaux prenne la forme d'une projection sur les autres de nos propres états émotionnels et cognitifs.

### La psychologie naïve est une théorie valide
Parmi ceux mêmes qui soutiennent ou acceptent l'idée que la psychologie du sens commun est une théorie, certains philosophes de l'esprit et psychologues cognitivistes tels que Jerry Fodor ou Philip Kitcher soulignent sa réussite remarquable en termes de prédictions et d'explications. Selon eux, l'éliminativisme néglige de façon aberrante cette réussite, et ils estiment qu'une inférence à la meilleure explication ne peut que conduire à accepter l'essentiel de la psychologie du sens commun, et donc à rejeter la position éliminativiste. En effet, la meilleure explication au succès prédictif et explicatif de cette psychologie est qu'elle est au moins en grande partie vraie, et qu'il existe réellement des états intentionnels tels que les croyances, les désirs, les émotions, les pensées.
D'autres philosophes de l'esprit, tels Frank Jackson et Philip Pettit, bien qu'acceptant aussi le principe du caractère théorique de la psychologie ordinaire, ont développé un argument contre l'éliminativisme qui va dans la direction opposée à celle de l'argument précédent. Pour eux, cette psychologie est une théorie relativement austère, sans implication ou soubassement ontologique, qui exige peu de validations expérimentales pour pouvoir être considérée comme vraie. Ils considèrent ainsi que lorsqu'elle est décrite correctement, la psychologie ordinaire est compatible dans une large mesure avec les développements des sciences cognitives et des neurosciences. Cet argument ne constitue pas une objection rédhibitoire à l'éliminativisme, mais il conclut au caractère improbable de la position éliminativiste concernant les états mentaux.

### L'éliminativisme est une position impossible

#### L'argument de l'auto-réfutation
L'argument de l'auto-réfutation est un raisonnement contre l'éliminativisme qui n'est pas destiné à en réfuter les thèses sur un plan empirique, comme le fait, par exemple, l'argument du succès prédictif de la psychologie naïve ; il s'agit d'une objection qui vise sa cohérence même,. Il conclut au caractère contradictoire de l'éliminativisme et peut se présenter sous la forme du syllogisme suivant :
1. L'éliminativisme soutient que les états intentionnels n'existent pas, ce qui revient à affirmer qu'il n'existe pas d'états qui possèdent un contenu conceptuel, qui font référence à quelque chose, qui ont une valeur de vérité
2. L'éliminativisme est une théorie qui prétend être vraie, ce qui revient à affirmer qu'elle a un contenu conceptuel, qu'elle fait référence à quelque chose, qu'elle a une valeur de vérité
3. Par conséquent, l'éliminativisme contient une contradiction performative : l'exposition de cette théorie contredit son contenu (à l'instar des énoncés « je n'existe pas », « je ne pense pas », « je ne parle pas », etc.)

Malgré sa force apparente, cet argument ne pose aucun problème selon la plupart des défenseurs de l'éliminativisme, car il est jugé circulaire. Paul Churchland, par exemple, répond à cette objection en arguant qu'elle se base sur une pétition de principe, à savoir qu'elle présuppose ce qu'elle cherche à établir,. D'après lui, cette objection contient la même erreur que l'argument qui aurait pu être avancé jadis par les partisans du vitalisme, théorie qui impliquait l'existence d'une force vitale non physique :
1. L'anti-vitalisme soutient que l'élan vital n'existe pas
2. Si l'élan vital n'existe pas, il n'y a pas de vie
3. Par conséquent, l'anti-vitalisme contient une contradiction performative : l'exposition de cette théorie est une manifestation de la vie, alors que son contenu nie qu'il y ait de la vie

Cet argument est une pétition de principe, car la deuxième prémisse présuppose que la vie consiste en un élan vital. De même, d'après Paul Churchland, l'objection de contradiction performative contre l'éliminativisme contient une pétition de principe, car elle tient comme établi que les théories sont l'expression d'états intentionnels. 
Cependant, il existe selon Michael Esfeld une différence importante entre ces deux arguments. En effet, nous avons à notre disposition une théorie biochimique de la vie qui se passe de l'hypothèse d'un élan vital. Par contre, nous n'avons aucune idée d'une théorie des croyances, de la connaissance et des représentations qui se passerait de l'hypothèse qu'il y a des états intentionnels.

#### L'argument de la définition

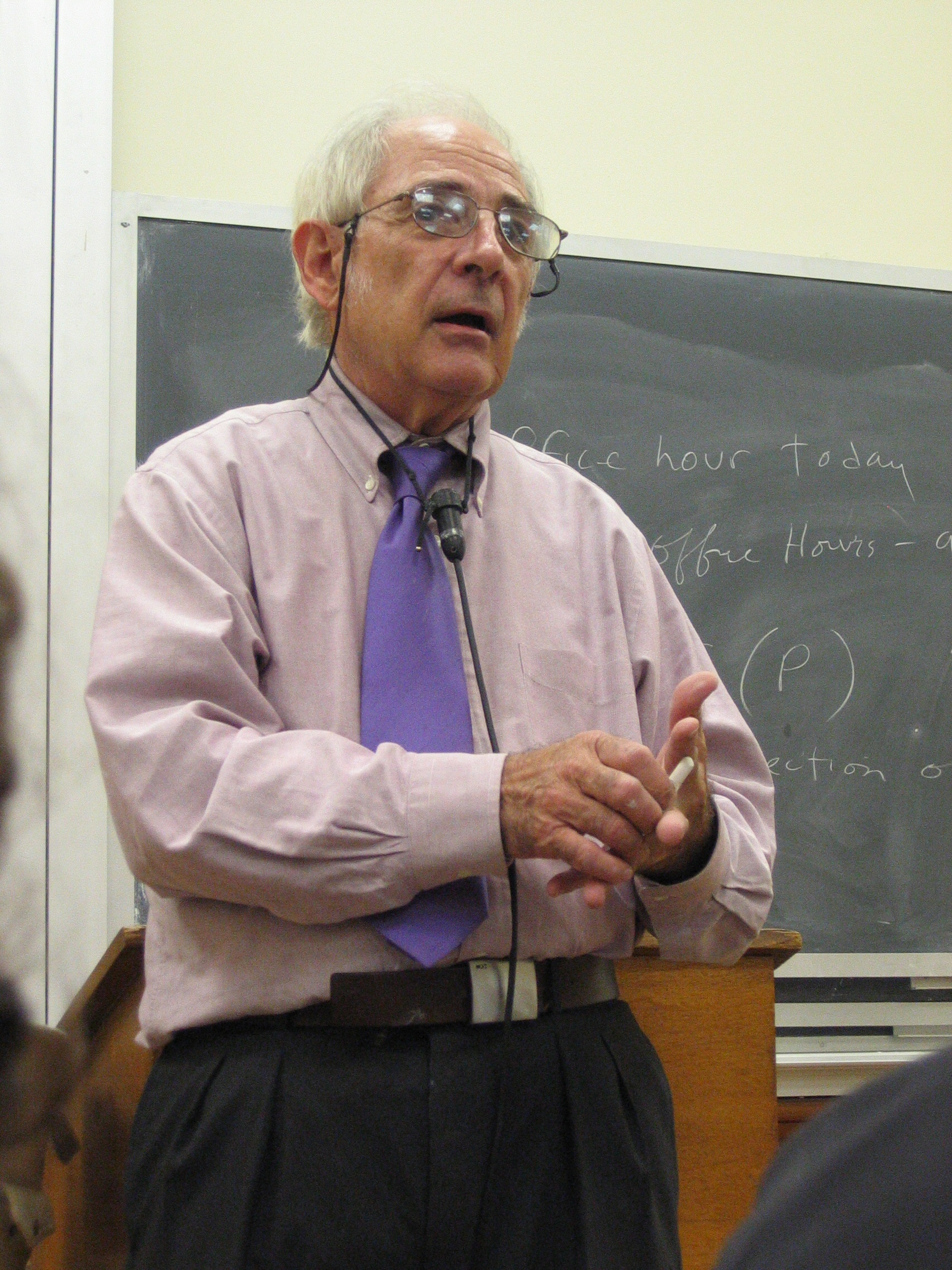
Selon John Searle, ici en 2005, l'éliminativisme relève d'une application abusive du modèle « observateur-monde ».

L'argument de la définition contre l'éliminativisme peut être présenté de la façon suivante : on peut distinguer, à propos des objets extérieurs, le « noumène » ou la « chose en soi », d'une part, et la façon dont l'objet apparaît « phénoménalement » au sujet, d'autre part. Il peut y avoir des noumènes en l'absence de toute expérience, et un noumène peut être perçu sous différents aspects. On peut même avoir l'hallucination qu'il y a un objet et penser percevoir ainsi un objet qui, en réalité, n'existe pas. Mais en ce qui concerne les expériences phénoménales, on ne peut pas, pour des raisons de définition, distinguer entre l'« expérience en elle-même » et la « façon dont l'expérience apparaît ». En effet, lorsqu'il est question de la conscience phénoménale, l'apparence, et non l'objet qu'elle semble manifester dans la perception, constitue par définition l'« expérience en elle-même », considérée indépendamment de tout objet ou référence dans le monde. Il ne peut dès lors être envisagé d'illusion susceptible de masquer ou déformer la réalité sans que cela ne conduise à un non-sens. L'existence de la conscience phénoménale et de ses contenus échappe ainsi a priori à toute remise en cause et constitue même le premier donné du problème de la conscience.
Pour Le philosophe John Searle, le problème de la conscience découle du fait que l'« ontologie subjective du mental » paraît incompatible avec l'ontologie et l'épistémologie scientifiques,. Sur le plan ontologique, il semble en effet inacceptable qu'il y ait des entités métaphysiques irréductiblement subjectives et « privées » dans le monde ; du point de vue épistémologique, il semble intolérable qu'il y ait une asymétrie entre la manière dont chacun connaît ses états mentaux intérieurs, et la manière dont les autres les connaissent de l'extérieur. Cette situation problématique a pour effet une tendance chez les philosophes de l'esprit à se détourner de la subjectivité, et à aller dans la direction d'une réécriture de l'ontologie subjective, redéfinie dans les termes d'une description « à la troisième personne » du comportement et du fonctionnement cérébral. Les philosophes naturalistes ont ainsi conçu dans un premier temps les états mentaux comme des dispositions au comportement dans un cadre béhavioriste, puis d'après les relations causales entre les états cérébraux et le comportement, et, enfin, comme des états computationnels. Dans ces trois approches, il est présupposé à tort que l'étude de l'esprit oblige de choisir entre l'« introspection », entendue comme une sorte de perception interne, et l'analyse externe du comportement, puis d'opter pour l'étude du comportement publiquement observable. 
D'après Searle, ce présupposé est une conséquence directe de l'adoption par les philosophes du modèle « observateur-monde » (observer-dependant, dépendant de l'observateur) − modèle épistémologique dans lequel s'inscrit aussi bien la notion d'introspection que le principe de l'analyse comportementale. L'éliminativisme peut être considéré comme le stade ultime d'une application abusive de ce modèle au domaine de la conscience. Or, l'étude de la subjectivité en tant que telle implique justement de renoncer à cette épistémologie au profit d'une approche ontologique subjectiviste. En effet, s'il existe bien sur le plan épistémologique une relation cognitive entre un observateur et le monde qui rend possible l'erreur ou l'illusion, la relation du sujet à sa propre conscience relève exclusivement d'une ontologie subjective où la dualité observateur-monde est par définition absente, et l'erreur par là même impossible. Ainsi, pour savoir avec certitude que j’ai mal, il n’est nullement requis que je prenne connaissance de ma douleur par une forme d'introspection ; il suffit que je me trouve dans cet état sensoriel. Et se trouver dans un état sensoriel est un fait bien différent de celui de percevoir ou connaitre un état de choses. Pour Searle, les éliminativistes ont une définition de la science qui exclut cette possibilité. Or, c'est bien cette définition qui doit, selon lui, être remise en cause, et non l'existence des phénomènes de conscience. Searle déclare en ce sens :
« Le but de la science est de parvenir à une analyse systématique de la manière dont fonctionne le monde. Une partie du monde consiste en phénomènes ontologiquement subjectifs. Si nous avons une définition de la science qui nous interdit de faire des recherches sur cette partie du monde, c'est la définition qu'il faut changer, et non le monde. ».